# Gösta Liebert
Karl Gösta Liebert (* 11. März 1916 in Torsby; † 17. November 1998 in Sävsjö) war ein schwedischer Indologe.
Gösta Liebert war der Sohn des Facharztes Karl Liebert und Hilda Karlssons. Er erwarb 1935 sein Reifezeugnis in Göteborg, wurde 1939 Philosophiae Candidatus in Lund, 1944 Philosophiae Licentiatus (schwedisch fil. lic.) und 1949 Philosophiae Doctor mit der Abhandlung Das Nominalsuffix -ti- im Altindischen in Göteborg. Von 1940 bis 1944 war er Angestellter in der Universitätsbibliothek Lund.
1949 wurde Gösta Liebert Dozent für Sanskrit und vergleichende Sprachwissenschaft an der Universität Lund und wirkte als Professor pro tempore sowohl dort 1950 und 1955 als auch in Uppsala 1951–53. Von 1955 bis zu seiner Emeritierung 1982 war er Professor für vergleichende Sprachwissenschaft und Sanskrit an der Universität Göteborg.
1971 wurde er zum Mitglied der Königlichen Wissenschafts- und Literaturgesellschaft in Göteborg erwählt.

## Veröffentlichungen
- Das Nominalsuffix -ti- im Altindischen: ein Beitrag zur Altindischen und vergleichenden Wortbildungslehre, Göteborg, 1949, LIBRIS 420126
- Über das enklitische Pronomen Vaḥ als Subjektskasus im Rigveda, 1950, Lund, LIBRIS 1402274
- Zum Gebrauch der w-Demonstrativa im ältesten Indoiranischen, Lund, 1954, LIBRIS 1442682
- Die indoeuropäischen Personalpronomina und die Laryngaltheorie: ein Beitrag zur Erforschung der Pronominalbildung, Lund, 1957, LIBRIS 1239202
- Iconographic dictionary of the Indian religions: Hinduism, Buddhism, Jainism, 1976, Leiden